# Комиссаров, Геннадий Германович
Генна́дий Ге́рманович Комисса́ров (2 апреля 1937, Москва, СССР — 8 декабря 2016, Москва, Россия) — советский и российский учёный-биофизик и фотохимик, доктор химических наук; профессор МГУ (1991). Отец А. Г. Комиссарова — предпринимателя, ректора РАНХиГС, экс-министра правительства Москвы.

## Образование
В 1961 году окончил химический факультет МГУ.
В 1964 году на химическом факультете МГУ защитил диссертацию на соискание учёной степени кандидата химических наук («Изучение физико-химических свойств хлорофилла и каротина в адсорбированном состоянии связи с проблемой фотосинтеза»).
В 1975 году защитил там же диссертацию на соискание учёной степени доктора химических наук по теме «Физико-химическое моделирование структуры и функции природных фотосинтезирующих систем».

## Научная деятельность
Являлся одним из ведущих экспертов в областях фотохимии и биофизики, а также одним из первопроходцев когнитивной науки. Заведовал лабораторией биофотоники при Институте химической физики РАН, разрабатывал первую компьютерную модель интуитивного поиска. Автор 11 патентов в области сельского хозяйства, три из которых были связаны с выращиванием картофеля. Публиковался в научном журнале «Успехи прикладной физики».
В марте 1997 года на XXVIII Сахаровских чтениях выступил с докладом «Новая концепция фотосинтеза и предбиологическая эволюция».
В июле 2011 года на VII съезде Общества физиологов растений России выступил c двумя докладами «Новая концепция фотосинтеза: физиологический аспект» и «Антистрессовое действие пероксида водорода».
В сентябре 2011 года на VI съезде Российского фотобиологического общества выступил с докладом О «возможности фотовольтаического подхода к проблеме зрения».
Область научных интересов: биофизика клетки, фотобиология, обосновал новую концепцию фотосинтеза.

## Некоторые публикации

### Диссертация
- Физико-химическое моделирование структуры и функции природных фотосинтезирующих систем : автореферат ... доктора химических наук / Геннадий Комиссаров ; Московский государственный университет. Москва : Издательство Московского университета, 1973. 32 с.

### Книги
- Г.Г. Комиссаров. Химия и физика фотосинтеза. Новое в жизни, науке, технике: Серия «Химия». — Знание, 1980. — 64 с.
- Фотосинтез: физико-химический подход / Г.Г. Комиссаров ; Рос. акад. наук. Ин-т хим. физики им. Н.Н. Семенова. - М. : УРСС, 2003 (Калуга : ГУП Облиздат). - 223 с. : ил., табл.; 21 см.; ISBN 5-354-00146-3

### Статьи
- Комиссаров, Г.Г. Новая концепция фотосинтеза: открывающиеся перспективы / Г.Г. Комиссаров // Вестник Международной Академии Наук – 2010. - №2. - С. 52-57
- Комиссаров, Г.Г. Новый шаг на пути к искусственному фотосинтезу: фотогенерация органических веществ в системе неорганический углерод пероксид водорода фталоцианин / Г.Г. Комиссаров, А.В. Лобанов, О.В. Неврова, А.С. Кононихин, И.А.Попов, С.И. Пеков, Е.Н. Николаев // Доклады академии наук. – 2013. - Том 453. - №4. - С. 406
- G.G. Komissarov // Current Res. in Photosynthesis. Ed. M. Baltschefsky, Kluwer Acad. Publish. 1990, 107
- Г.Г. Комиссаров // Химическая физика, 1995, т.14, №11, 20
- Комиссаров Г. Г. Новая концепция фотосинтеза: обоснование, следствия, прогнозы // II съезд биофизиков России. Тезисы. М., 1999. (раздел 14: Фотобиология)[10].